# Ратценхофер, Густав
Гу́став Ратценхо́фер (4 июля 1842, Вена — 8 октября 1904, Атлантический океан) — австрийский фельдмаршал-лейтенант и философ, получивший наибольшую известность своими социологическими и социофилософскими работами, а также как исследователь общественных законов. Нередко писал под псевдонимом Густав Ренер.

## Биография
Работая с детства подмастерьем часовщика, в 1859 году Ратценхофер сдал соответствующий экзамен и поступил в австрийскую армию на должность часового мастера. За четверть века службы сделал впечатляющую карьеру: лейтенант (1864), член генерального штаба (1872), директор армейского архива (1878) и наконец, президент военного высшего суда (с августа 1898 г.) — В этой должности 1 ноября 1898 года получил звание фельдмаршал-лейтенанта. В середине октября 1901 года Ратценхофер под влиянием активного общения с Людвигом Гумпловичем вышел на пенсию, полностью посвятив себя изучению философии и социологии.
Густав Ратценхофер умер в 1904 году после серии лекций в США. Это произошло на трансокеанском лайнере во время возвращения из Нью-Йорка в Бремен.
В 1959 году его именем была названа улица Ратценхофергассе в Вене-Флоридсдорфе (21-й район).

## Научная деятельность
Социологические и философские работы Ратценхофера были опубликованы в последнее десятилетие его жизни (а также одна книга посмертно), между 1893 и 1907 годами. Более ранние его публикации представляли собой военно-исторические труды, посвящённые обороне австрийского государства и истории военных конфликтов. Начав свою карьеру как военный писатель, только в конце жизни Ратценхофер обратился к социологии и политической философии, вооружившись позитивистскими теориями Конта, Милля и Спенсера, а также идеями Людвига Гумпловича о «борьбе рас». В целом тональность его трудов вырастает из политического романтизма Фихте и Шеллинга, но с одной существенной поправкой. Основной научный метод Ратценхофера был в меньшей мере «диалектический», а характерно «биологический», который тогда набирал силу и входил в моду по мере появления в Европе многочисленных дарвиновских школ.
Ратценхофер развивал социологию в русле социального дарвинизма, в целом основываясь на работах Герберта Спенсера, Чарльза Дарвина и Огюста Конта. Он понимал социологию не как отдельную науку, а в качестве органической части некоей всеобъемлющей философской системы, которую он назвал «позитивным монизмом». Сама же эта философская система в согласии с основными принципами монизма исходила из неких монолитных единых закономерностей и принципов, равным образом проявляющих себя во всех отраслях знания.
В своих работах Ратценхофер отстаивал принципы эволюционной модели, применяемые на материале развития общества. По Ратценхоферу все социальные поступки движимы некоей «первичной силой» (исходящей из врождённых интересов). «Зависть к хлебу» и «любовь к крови» с первобытных времен доминировали в общественных интересах и событиях. Племенное общество подчиняется «закону абсолютной вражды». Затем конфликты, порабощения и другие формы международного обмена совершенствуют «государство-завоеватель», постепенно переводя его в «культурное состояние», завершаясь состоянием цивилизации, внутри которой взаимное сдерживание и мирный баланс интересов делает возможной творчество и свободный формы жизни.
Ратценхофер пытался объяснить все механизмы и закономерности человеческого сосуществования научными методами, постоянно подчеркивая их вторичность по отношению к единому «мировому закону». Его работы считаются важным вкладом в социологическую теорию интересов и эволюции. В частности, в США он признан одним из отцов-основателей политической социологии.

## Научное влияние
Социальную философию Ратценхофера часто относят к социал-дарвинистскому течению, иногда приписывая это влиянию Людвига Гумпловича, автора книги «Борьба рас» (Der Rassenkampf). На самом деле это не вполне точно. Они оба, и Гумплович, и Ратцехофер являются главными представителями теории конфликта, в целом вдохновлённой окружающим фоном «дарвинистических школ». Представителями того же течения в Италии были, к примеру, Микеланджело Ваккаро и Ахилл Лориа, в Соединенных Штатах — Лестер Уорд и Албион Смолл. Кроме того, Ратценхофер многие годы вёл переписку с Гумпловичем, который приветствовал его труды, в первую очередь, трёхтомник «Природа и цель политики» как строгое и систематическое завершение его собственных идей, прежде всего, теории государства. Согласно Гумпловичу, Ратценхофер добился даже больших достижений в создании объективной и подлинно научной политической науки, рассматривая формирование государства как результат взаимодействия социальных групп, подчиняющихся единым монистическим законам природы во всех областях знания: физической, химической и биологической.
Теория Ратценхофера о конфликтах и социальных интересах, похоже, не нашла особого отклика в Европе, однако имела некоторый резонанс в Соединенных Штатах. Албион Смолл, основатель Чикагской социологической школы, которого, наряду с Уордом, Самнером и Гиддинсом, называют главным пропагандистом в американской социологии, подробно прокомментировал идеи Ратценхофера в своём основополагающем сочинении Общая социология, в котором несколько полемических глав посвящены общей проблематике социального дарвинизма. Смолл с готовностью дополняет свою собственную систему динамической социологии системой Ратценхофера и ещё при жизни последнего, в 1903 году объявляет трёхтомник 1893 года «Природа и цель политики» классическим: «Благодаря этой работе социология достигла своего совершеннолетия». После смерти Ратценхофера он сделал английские переводы его работ, в частности, его последнюю статью «Проблемы социологии», написанную в США.
Вопрос о влиянии расиалистских концепций Ратценхофера в пангерманских кругах начала XX века остаётся дискуссионным.

## Работы
- «Природа и цель политики». 3 тома, 1893 г.
- «Социологические знания, позитивная философия социальной жизни». 1898 г.[8]
- «Позитивный монизм и единый принцип всех явлений». 1899 г.
- «Позитивная этика. Осознание того, что должно быть нравственно». 1901 г.
- «Критика интеллекта. Позитивная эпистемология». 1902 г.
- «Социология. Позитивное учение о человеческих взаимоотношениях». 1907 г. (опубликовано посмертно, сыном).